# رمز مصادقة رسالة

رسم تخطيطي يوضح كيفية استخدام رمز مصادقة الرسالة (MAC) للكشف عن العبث برسالة مرسلة في القناة باستخدام مفتاح مقطع مشترك بين المرسل والمستقبل.

في علم التعمية يعرف رمز مصادقة رسالة  (أحيانا يسمى الوسم) بأنه جزئية صغيرة من المعلومات المستخدمة لمصادقة رسالة—بوصف آخر، هو ما يستخدم من أجل التأكد من أن الرسالة جاءت من المرسل المشار إليه (بشكل صحيح) ولم تتغير.  قيمة «رمز مصادقة رسالة» تحمي كلآ من سلامة بيانات الرسالة وصحتها وذلك عبر السماح لأدوات تحقق (تملك أيضا المفتاح السري) للكشف عن أية تغييرات جرت على محتوى الرسالة.